# قلعه‌گلینه
قلعه‌گِلینه، روستایی از توابع دهستان قلعه شاهین در بخش قلعه شاهین شهرستان سرپل ذهاب در استان کرمانشاه ایران است

## جمعیت
این روستا در دهستان قلعه شاهین قرار دارد و براساس سرشماری مرکز آمار ایران در سال ۱۳۸۵، جمعیت آن ۲۰۸ نفر (۴۲خانوار) بوده‌است.